# Carolina de Hesse-Kassel
Carolina de Hesse-Kassel (Kassel, 10 de mayo de 1732-Zerbst, 22 de mayo de 1759) fue una princesa alemana, y por matrimonio princesa de Anhalt-Zerbst. 

## Biografía
Carolina era la hija menor del príncipe Maximiliano de Hesse-Kassel (1689-1753) y su esposa, Federica Carlota de Hesse-Darmstadt (1698-1777), apodada la "Princesa Max".
Sus hermanos fueron:
- Carlos (1721-1722).
- Ulrica (1722-1787), casada con el duque Federico Augusto de Holstein-Gottorp.
- Carlota (1725-1782), coadjutora de la abadía de Herford.
- Guillermina (1726-1808), casada con el príncipe Enrique de Prusia.
- María (1726-1727).
- Isabel Sofía Luisa (1730-1731).

El 8 de noviembre de 1753 se casó con el príncipe Federico Augusto de Anhalt-Zerbst (1734-1793) en Kassel. El propósito de este matrimonio era predominantemente consolidar el papel de la Casa de Hesse dentro de las grandes casas reales del norte de Europa y la familia del zar. Federico Augusto tenía buenas relaciones con Suecia, Prusia y Rusia. Su hermana, Sofía Augusta Federica, fue la futura emperatriz Catalina II de Rusia.
Durante la guerra de los Siete Años, Federico Augusto pasó la mayor parte de su tiempo fuera de su principado como mariscal de campo al servicio del emperador, desde 1756 en adelante. Carolina se quedó en Zerbst. Su matrimonio no tuvo hijos.
Después de la magnífica llegada de Carolina a Zerbst, se mudó a su espacioso apartamento. Sin embargo, no disfrutó mucho de su nuevo entorno. A la madre del príncipe Federico Augusto, la princesa viuda Juana Isabel de Holstein-Gottorp (1712-1760), no le agradaba la princesa porque al lado del príncipe, su esposa ahora tomaba la posición de la "primera mujer" en el principado, lo que la princesa viuda era reacia a hacer. Esto llevó a constantes tensiones y discordia entre las dos mujeres. Por supuesto, la lujosa, intrigante y dominante Juana Isabel generalmente tenía el brazo más largo. El odio por la joven en la corte de Zerbst creció cada vez más. Qué feliz debe haber sido Carolina cuando su suegra tuvo que abandonar el principado para siempre en 1758, después de intrigas políticas. Pero incluso desde la distancia, se dice que alcanzó su ira. Según una historia, se dice que Carolina murió de un vestido envenenado que la princesa viuda, que ahora vivía en París, le había enviado como regalo para su cumpleaños, el 10 de mayo de 1759. Para la celebración de su cumpleaños, lució el vestido rosa brocado con trenzas plateadas a pesar de las múltiples advertencias de los círculos judiciales sobre la venganza de la madre del regente. Durante el baile, que tuvo lugar en el gran salón de baile del castillo, de repente se desmayó de sudor y fue llevada a sus apartamentos. Los médicos de esa época con sus limitados recursos ya no podían ayudarla y falleció doce días después.
Después de su muerte, Federico Augusto se casó con la princesa Federica Augusta de Anhalt-Bernburg. Dado que este matrimonio también permaneció sin hijos, la línea Anhalt-Zerbst dejó de existir con su muerte en 1793.